# Gmina zbiorowa Schladen
Gmina zbiorowa Schladen (niem. Samtgemeinde Schladen) – dawna gmina zbiorowa położona w niemieckim kraju związkowym Dolna Saksonia, w powiecie Wolfenbüttel. Siedziba gminy zbiorowej znajdowała się w miejscowości Schladen. 1 listopada 2013 została rozwiązana, a cztery gminy ja tworzące utworzyły gminę samodzielną (Einheitsgemeinde) Schladen-Werla stając się jednocześnie jej dzielnicami.

## Podział administracyjny
Do gminy zbiorowej Schladen należały cztery gminy, w tym jedno miasto:
1. Gielde
2. Hornburg
3. Schladen
4. Werlaburgdorf